# ارکیده‌های دم‌گربه‌ای
ارکیده‌های دم‌گربه‌ای (نام علمی: Aerides) نام یک سرده از subtribe دم‌گربه‌ایان است.